# Прим и Фелициан
Прим и Фелициан (умучены ок. 297) — мученики Римские. День памяти — 9 июня.
Святой Прим и его младший брат Фелициан, дети благородного римлянина, обратившись в христианство, посвятили себя делам милосердия. Они ходили по тюрьмам, где власти держали христиан. В итоге они также были схвачены и наказаны за отказ принести языческое жертвоприношение. Так как их веру поколебать не удалось, то они были подвергнуты пыткам во второй раз. Святых бичевали, в их тела вбивали гвозди, на них натравили льва и медведя, но оба зверя смиренно легли у их ног. Наконец, Прима обезглавили, а Фелициану сказали, что брат его отрёкся от христианства. Фелициан понял, что это ложь, и был убит в тот же день. Птицы и собаки не потревожили их тел. Эти тела были погребены на пятнадцатом километре Номентанской дороги, в местечке Ментана, где впоследствии была воздвигнута базилика.
В 648 году папа Феодор I перенёс мощи святых, а также мощи их отца в Римский храм San Stephano Rotondo, где в их память был воздвигнут алтарь. Изображения святых имеются также в Венеции, в соборе святого Марка (XIII век) и в Палермо, Сицилия, в Палатинской капелле (XII век).
Впоследствии мощи святых также были перенесены в Зальцбург и в Прюм, что в краю Айфель.